# Sabrina Sabrok
Sabrina Sabrok, de son vrai nom Lorena Fabiana Colotta Sabrok, née le 4 mars 1976, est une chanteuse, actrice, présentatrice de télévision et modèle de charme argentine.
Elle a fondé le groupe de nu metal Primeras Impresiones, auteur de six albums. Primeras Impresiones a fait la première partie du concert de Marilyn Manson lors de sa tournée en Argentine en 1997.